# Municipio de White (condado de Indiana)
El municipio de White (en inglés: White Township) es un municipio ubicado en el condado de Indiana en el estado estadounidense de Pensilvania. En el año 2000 tenía una población de 14.034 habitantes y una densidad poblacional de 127.3 personas por km².

## Geografía
El municipio de White se encuentra ubicado en las coordenadas 40°36′0″N 79°8′0″O / 40.60000, -79.13333.

## Demografía
Según la Oficina del Censo en 2000 los ingresos medios por hogar en la localidad eran de $34,469 y los ingresos medios por familia eran de $49,235. Los hombres tenían unos ingresos medios de $40,165 frente a los $22,143 para las mujeres. La renta per cápita de la localidad era de $21,432. Alrededor del 12,1% de la población estaba por debajo del umbral de pobreza.